# Benzoate de lithium
Le benzoate de lithium est utilisé comme lubrifiant.